# واقعیت
واقعیت (به انگلیسی: Reality) عبارت است از جمع یا جمع کل آنچه واقعی یا در یک سیستم موجود است، برخلاف آنچه که فقط تخیل است. این اصطلاح همچنین برای اشاره به وضعیت هستی شناختی اشیا استفاده می‌شود و نشانگر وجود آنها است. از نظر فیزیکی، واقعیت کلیت یک سیستم، شناخته شده و ناشناخته است. سوالات فلسفی در مورد ماهیت واقعیت یا هستی یا بودن، تحت عنوان موضوع هستی‌شناسی در نظر گرفته می‌شود، که شاخه اصلی متافیزیک در سنت فلسفی غربی است. سوالات هستی‌شناسی همچنین در شاخه‌های متنوعی از فلسفه از جمله فلسفه علم، فلسفه دین، فلسفه ریاضیات و منطق فلسفی مطرح است. اینها شامل سوالاتی در مورد اینکه آیا فقط اشیا فیزیکی واقعی هستند (یعنی فیزیکالیسم) هستند، یا آیا واقعیت اساساً غیرمادی است (مثلا ایدئالیسم)، آیا موجودات غیرقابل نظارت فرضی ناشی از تئوری‌های علمی وجود دارند، آیا خدا وجود دارد، آیا اعداد و سایر اشیا انتزاعی وجود دارد، و آیا جهان‌های ممکن وجود دارد.
یکی از کاربردهای همگانی و محاوره‌ای واقعیت عبارت است از: درک حاصل از رویدادها و اتفاقات یا نوع اعتقاد و نگرش به آنان با در نظر گرفتن این موضوع که، دور از ذهن نیست، واقعیت شما با واقعیت من فرق کند.
این معنا اغلب به عنوان کاربردی محاوره‌ای استفاده می‌شود که انتظار می‌رود در این مکالمه طرفین با یکدیگر موافق باشند، یا جناحی نسبت به جناح دیگر مجبور به آن است که در مورد برداشت‌های عمیقاً متفاوت نسبت به واقعیت، بدون تردیدی نظری موافق با واقعیت یکی از طرفین داشته باشد. به عنوان مثال، در یک بحث مذهبی بین دوستان، ممکن است شخصی بگوید: "ممکن است مخالف باشید"، اما در واقعیت من، همه به بهشت می‌روند."
واقعیت را می‌توان به گونه‌ای تعریف کرد که آن را به جهان بینی‌ها یا بخش‌هایی از آن (چارچوب‌های مفهومی) پیوند دهد. واقعیت، کلیت همه چیزها، ساختارها (واقعی و مفهومی)، وقایع (گذشته و حال) و پدیده‌ها، اعم از قابل مشاهده یا غیرقابل مشاهده است. این همان چیزی است که یک جهان‌بینی (خواه بر اساس تجربه فردی یا مشترک انسانی بنا شود) در نهایت سعی در توصیف آن دارد.
ایده‌های خاصی از فیزیک، فلسفه، جامعه‌شناسی، نقد ادبی و سایر زمینه‌ها نظریه‌های مختلف واقعیت را شکل می‌دهد. یکی از باورها این است که به سادگی و به معنای واقعی کلمه هیچ واقعیت فراتر از ادراکات یا عقیده‌ها در مورد واقعیت وجود ندارد. چنین نگرش‌هایی در شکل عام به این شکل آورده می‌شود که «ادراک واقعیت است» یا «زندگی این است که چگونه واقعیت را درک می‌کنی» یا «واقعیت چیزی است که می‌توان با آن فاصله گرفت» (رابرت آنتون ویلسون)، و آنها نشانگر ضد واقع گرایی هستند - یعنی این در دیدگاه که هیچ واقعیت عینی وجود ندارد، خواه صریحاً تصدیق شود یا نه.
بسیاری از مفاهیم علم و فلسفه غالباً از دیدگاه فرهنگی و جامعه‌شناسی تعریف می‌شوند. این ایده توسط توماس کوهن در کتابش "ساختار انقلاب‌های علمی" (۱۹۶۲) ارائه شده‌است. کتاب ساخت و ساز اجتماعی واقعیت، کتابی در مورد جامعه‌شناسی معرفت که توسط پیتر ال برگر و توماس لوکمن نوشته شده‌است، در سال ۱۹۶۶ منتشر شد. در این کتاب توضیح داده شده که چگونه دانش برای درک واقعیت استفاده می‌شود. در بین واقعیت‌ها، واقعیت زندگی روزمره مهم‌ترین واقعیت است زیرا آگاهی ما از ما می‌خواهد که کاملاً آگاه و مراقب تجربه زندگی روزمره خود باشیم.

### فلسفه غرب
فلسفه به دو جنبه متفاوت از موضوع واقعیت پرداخته‌است: ماهیت واقعیت و رابطه ذهن (و همچنین زبان و فرهنگ) و واقعیت.
از یک طرف، هستی‌شناسی، مطالعه هستی است و موضوع اصلی نظریه وجود و «آنچه هست» و واقعیت است. وظیفه هستی‌شناسی توصیف عمومی‌ترین مقولات وجود و نحوه ارتباط آنها است. اگر یک فیلسوف بخواهد تعریف از مفهوم «واقعیت» ارائه دهد، تحت این عنوان می‌بایست عمل کند. همان‌طور که در بالا توضیح داده شد، برخی از فیلسوفان بین واقعیت و وجود تمایز قائل هستند. در حقیقت، بسیاری از فیلسوفان تحلیلی امروزی تمایل دارند که از اصطلاح «واقعی» و «واقعیت» در بحث دربارهٔ موضوعات هستی‌شناسی خودداری کنند. اما برای کسانی که «واقعی» با «وجود» را یکسان فرض می‌کنند، یکی از سؤال‌های اصلی فلسفه تحلیلی این بوده‌است که آیا وجود (یا واقعیت) خاصیت اشیاء است. بسیاری از فلاسفه تحلیلی بر این نظر اند که چنین نیست هر چند این دیدگاه در دهه‌های اخیر آنچنان مورد توجه نیست.
از طرف دیگر، به ویژه در مباحث عینی گرایی که هم در متافیزیک و هم معرفت‌شناسی ریشه دارد، مبحث فلسفی «واقعیت» اغلب به این می‌پردازند که اصولاً راهی برای شناخت واقعیت وجود دارد یا نه به عوامل ذهنی و فرهنگی مانند ادراک، اعتقادات و دیگر حالات روانی، و همچنین پیشینه‌های فرهنگی، مانند ادیان و جنبش‌های سیاسی، بستگی دارند.
این دیدگاه که واقعیتی مستقل از هرگونه اعتقاد، برداشت و غیره وجود دارد، واقع گرایی خوانده می‌شود. این تفکر، به فیلسوفان این امکان داده می‌شود که دربارهٔ «واقع گرایی» دربارهٔ هر چیز صحبت کنند، مانند رئالیسم در مورد جهان یا رئالیسم در مورد جهان خارج. به‌طور کلی در این دیدگاه افراد مدعی اند که شناسایی واقعیت مستقل از ادراک، عقیده‌ها، زبان یا هر مصنوع انسانی دیگری است.
همچنین همین روش را می‌تواند از منظر «ضد واقعیات» در خصوص اشیاء را نیز مطرح کرد. یکی از نمودهای چنین تفکری را می‌توان در ایده‌آلیسم دید که مدعی است که واقعیت محصول ذهن ماست و خارج از ذهن موجودیت مستقلی ندارد.
جورج برکلی ایرلندی یکی از معروف‌ترین افرادی است که براساس این الگو تئوری اصالت ادراک را مطرح نمود.
ظاهراً براساس این دیدگاه می‌توان گفت واقعیت یک «سازه ذهنی» انسانی است ولی از نظر برکلی ایده‌های ادراکی توسط خدا ایجاد و هماهنگ می‌شود و کاملاً وابسته به ذهنیت انسان نیست. تا قرن بیستم چنین دیدگاه‌های را در قالب پدیدارگرایی دسته‌بندی می‌نمودند. پدیدارگرایی یا ایدئالیسم برکلی معتقد بود ذهن یا روح صرفاً ایده نیست و از ایده تشکیل نمی‌شود، در حالی که انواع پدیدارگرایی مانند آنچه که بعدها توسط راسل مطرح شد چنین ادعای ندارد و ذهن را ترکیبی از ادراکات، خاطرات و مواردی از این دست می‌داند و برای آن وجهی بیش از رویدادهای ذهنی صرف قائل نیست. و در این نوع نگرش ضد واقع گرایی، وجود شی به ذهن یا آثار فرهنگی مختلف مرتبط دانسته می‌شود و برای دنیای به اصطلاح خارج یک نوع نگرش صرفاً نوعی برداشت هنری از روابط اجتماعی و فرهنگی قائل است که آن را ساختگرایی اجتماعی نام نهاده‌اند. نوع دیگری از این نگرش ضد واقعیت گرایانه نسبیت گرایی فرهنگی است که مباحث اجتماعی را بیشتر مد نظر دارد و آن را غیر مطلق و متأثر و مصنوع فرهنگی جامعه می‌داند.
تئوری مطابقت حقیقت، مدعی است که آنچه که در «درستی» یا «واقعی» مطرح می‌شود عملاً از دانش ما در میزان انطباق بین تعاریف، تصاویر درک شده از واقعیت یا واقعیت تصویر شده‌است. به عنوان مثال، در روش علمی می‌توان بررسی کرد که آیا شواهد قابل مشاهده ای برای اثبات وجود چیزی ممکن است یا خیر؛ مثلاً افراد زیادی می‌توانند به کوه‌های راکی اشاره کنند و بگویند که این یک رشته کوه است و حتی اگر کسی آن را مشاهده نکند یا اظهاراتی دربارهٔ آن نکند، همچنان وجود دارد.

### بودن یا هستی
ماهیت وجود موضوعی ابدی یا پایا در متافیزیک است. به عنوان مثال، پارمنیدس گفت که واقعیت یک موجود واحد تغییرناپذیر است، در حالی که هراکلیتوس نوشت که همه چیز جریان و تغییر است. هایدگر فیلسوف قرن بیستم گفت که فیلسوفان قبلی مسئله هستی (qua هستی) را به نفع سؤالات مربوط به موجودیت (چیزهای موجود) رها کرده‌اند، به این ترتیب بازگشت به رویکرد پارمنیدیسی را لازم می‌دانست. مقوله هستی‌شناسی تلاشی برای فهرست کردن عناصر اساسی واقعیت و هستی است. این سؤال که آیا یک محمول عین وجود و هستی است یا نه، از اوایل دوره مدرن همواره مورد بحث بوده‌است و مهم نبوده که در رابطه با براهین هستی شناختی نقشی برای خالق لحاظ شده‌است یا نه. وجود، آن چیزی که هست و با ذات یا چوهر متفاوت است، این سؤال که چیزی چیست. از آنجا که وجود بدون ذات خالی به نظر می‌رسد، با هیچ چیز توسط فیلسوفانی مانند هگل مطرح شد. نیهیلیسم یا هیچ انگاری نمایانگر یک دیدگاه بسیار منفی نسبت به هستی است.

### ادراک
در رئالیسم مستقیم یا "واقع گرایی خام"، برخلاف واقع گرایی غیرمستقیم یا "بازنمایی"، به مباحثی چون فلسفه ادراک و فلسفه ذهن دربارهٔ ماهیت کفایت ذهنی خودآگاهی کیفیات ذهنی می‌پردازد. سؤال معرفت شناختی مبنی بر اینکه آیا جهانی که در اطراف خود می‌بینیم، خود دنیای واقعی است یا صرفاً یک نسخه ادراکی داخلی از آن جهان که توسط فرایندهای عصبی در مغز ما تولید می‌شود. رئالیسم ساده یا وافع گرایی خام که به عنوان واقع گرایی مستقیم نیز از آن یاد می‌شود در مقابل رئالیسم غیرمستقیم قرار می‌گیرد که به عنوان دوگانگی معرفت شناختی یا بازنمایی‌گرایی نیز مطرح می‌شود، این موقعیت فلسفی که تجربه آگاهانه ما از خود دنیای واقعی نیست بلکه یک بازنمایی درونی است، یک واقعیت مجازی مینیاتوری. ماکت جهان را مطرح می‌کند.
تیموتی لاری اصطلاح اثرگذار تونل واقعیت را ابداع کرد، و از این طریق او به معنای نوعی رئالیسم بازنمایی‌گرایی را شرح داد. در این تئوری مجموعه ادراکات، تجربیات و اعتقادات فرد فیلتر ذهنی ضمیر ناخودآگاه فرد را به‌وجود می‌آورند که باعث می‌شود هر فرد دنیا را براساس آن ادراک کند و این ادراک می‌تواند در بین افراد متفاوت باشد و از این رو «حقیقت در چشم بیننده» تعریف می‌شود. عقیده‌ها وی بر کار دوستش رابرت آنتون ویلسون تأثیر گذاشت.

### اشیاء انتزاعی و ریاضیات
وضعیت موجودیت‌های انتزاعی، به ویژه اعداد، موضوع اصلی بحث در فلسفه ریاضیات است. در فلسفه ریاضیات، شناخته شده‌ترین شکل رئالیسم در مورد اعداد، رئالیسم افلاطونی است که به آنها ماهیت انتزاعی، غیرمادی می‌بخشد. اشکال دیگر رئالیسم، سعی بر این دارند که ریاضیات را با جهان فیزیکی مرتبط بدانند.
در برخی از رویکردها در مورد ماهیت‌ها و اشیا ریاضی به شکل گزینشی عمل می‌کنند مثلاً فینیتیسم مقادیر بی‌نهایت را رد می‌کند. فوق فینیتیسم محدود مقادیر محدود را تا مقدار مشخصی می‌پذیرد. برساخت‌گرایی و شهودگرایی ریاضی ساخت اشیا را واقع بینانه دانسته ولی استفاده از اصل طرد ثالت برای اثبات وجود با تعلیق به محال رد می‌کند.
بحث سنتی بر این مسئله تأکید دارد که آیا یک قلمرو انتزاعی (غیرمادی، قابل فهم) از اعداد بر دنیای جسمی (محسوسات، واقعیات) عینت و موضوعیت دارد یا نه. تحول اخیر فرضیه همه عالم مبتنی بر ریاضی است، نظریه ای است که معتقد است که فقط یک دنیای ریاضی وجود دارد، جهان و ادراکات جسمی ما همه توهم درون آن است.
یک شکل افراطی از رئالیسم در مورد ریاضیات، فرضیه ریاضی چند گانه است که توسط مکس تگمارک مطرح شد. تنها فرضیه وی این است: کلیه ساختارهایی که از لحاظ ریاضی وجود دارند، از نظر جسمی نیز وجود دارند. این به این معناست که "در آن جهان [به اندازه کافی پیچیده که حاوی زیر ساختهای خودآگاه باشد [آنها] را به صورت ذهنی به عنوان موجود در دنیای جسمی" واقعی "درک می‌کنیم. این فرضیه نشان می‌دهد که دنیاهای متناسب با مجموعه‌های مختلف شرایط اولیه، ثابت‌های فیزیکی یا در کل معادلات مختلف باید واقعی تلقی شوند. این تئوری را می‌توان شکلی از فلسفه افلاطونی در نظر گرفت که وجود موجودات ریاضی را مطرح می‌کند، اما می‌تواند یک فلسفه ریاضی نیز محسوب شود، زیرا منکر آن است که هر چیزی به جز اشیاء ریاضی وجود دارد.

## ریشه کلمه
ریشهٔ کلمهٔ واقعیت از «وَقَعَ» به معنای روی دادن یا اتفاق افتادن است. واقعیت اشاره به امور عینی یا اموری که اتفاق می‌افتند دارد؛ همچنین این واژه به معنای واقع شدن، فرود آمده، قرار گرفته، برقرار و نیز به معنی حقیقت امر اعمال شده؛ است.

## واقعیت و علوم دیگر
حتی در هنر نیز واقع‌گرایان (رئالیست‌ها) کسانی هستند که به دقت واقعیت‌های عینی را ترسیم می‌کنند. وابستگی علوم به طبیعت سبب شده‌است که ارتباط مشخصی بین علم و واقعیت وجود داشته باشد اما در برابر آن فلسفه یا مکتب؛ بیش از آن‌که به واقعیت‌ها توجه کنند؛ در پی اثبات یا همگانی ساختن حقیقت‌ها هستند.

## فلسفه واقعیت
فلسفه دو جنبه مختلف مبحث واقعیت را مورد ملاحظه قرار می‌دهد: خود ماهیت واقعیت، و دیگری رابطه بین ذهن (و همچنین زبان و فرهنگ) و واقعیت.

### فرضیه‌های شک‌گرایانه

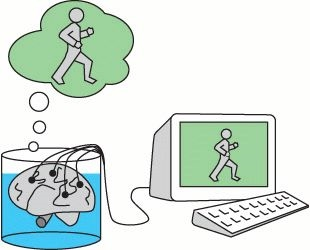
مغزی در یک خمره، که فکر می‌کند دارد راه می‌رود.

فرضیه‌های شک گرایانه در فلسفه پیشنهاد می‌دهند که واقعیت بسیار متفاوت است از چیزی که ما فکر می‌کنیم هست؛ یا حداقل این که ما نمی‌توانیم ثابت کنیم این‌طور نیست:
- فرضیه «مغز در خمره»
- «برهان رؤیا» (Dream argument)
- شیطان فریبکار دکارت
- فرضیه «پنج دقیقه» (Five minute hypothesis)
- فرضیه ماتریکس (Matrix) یا واقعیت شبیه‌سازی‌شده